# USM El Harrach
Union Sportive de la Médina d'El Harrach (în arabă الإتحاد الرياضي لمدينة الحراش), denumit în mod obișnuit USM El Harrach sau simplu USMH, este un club de fotbal algerian care reprezintă orașul El Harrach în competițiile fotbalistice. În prezent echipa concurează în liga a doua, al doilea nivel fotbalistic din Algeria.